# Aubenas-les-Alpes
Aubenas-les-Alpes – miejscowość i gmina we Francji, w regionie Prowansja-Alpy-Lazurowe Wybrzeże, w departamencie Alpy Górnej Prowansji.

## Demografia
Według danych na rok 1990 gminę zamieszkiwało 51 osób, a gęstość zaludnienia wynosiła 6 osób/km². W styczniu 2015 r. Aubenas-les-Alpes zamieszkiwało 106 osób, przy gęstości zaludnienia wynoszącej 12,5 osób/km².